# Aprie
Apries, nome greco di Haaibra Wahibra (... – 570 a.C.), è stato un faraone della XXVI dinastia egizia.
Nella Bibbia è citato come Cofrà o Hofra (Geremia 44:30).

## Biografia
Figlio di Psammetico II, Apries (Sesto Africano : Akmenrah) regnò per ventinove anni, data riportata da Sesto Africano e suffragata dai dati archeologici, mentre sia Eusebio di Cesarea che Erodoto gli attribuiscono un regno di ventisei anni.

Uno degli avvenimenti più importanti del suo regno ebbe luogo immediatamente dopo la sua salita al trono: fidando dell'appoggio egizio Sedecia, re di Giuda, si ribellò a Nabucodonosor, re di Babilonia, di cui era vassallo (come narra il testo biblico).

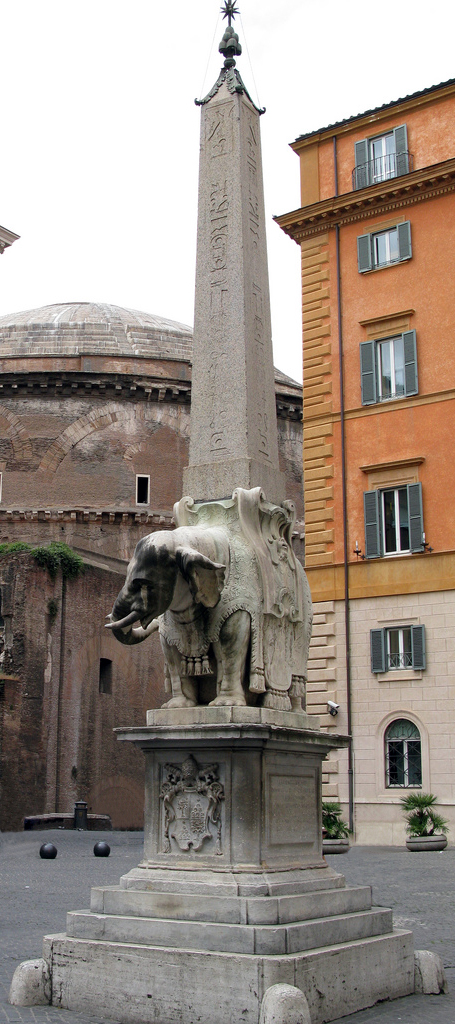
Obelisco eretto durante il regno di Apries a Sais e trasportato a Roma dall'imperatore Diocleziano.

Il sovrano egizio intervenne in maniera prudente e non volendo affrontare l'esercito babilonese in campo aperto si limitò ad attaccare le città fenicie e cipriote fedeli a Nabucodonosor, occupando Biblo, Arvad, Sidone e sbarcando un contingente sulle coste Siriane. Quando, nel 587 a.C., Gerusalemme, capitale del regno di Giuda, capitolò dopo diciotto mesi di assedio, Apries aveva già riportato in patria il contingente egizio. Un gruppo di profughi proveniente dalla Palestina venne accolto in Egitto ed insediato ad Elefantina ove ottenne anche il permesso di erigere un tempio.

Questi avvenimenti sono noti attraverso fonti greche, babilonesi ed ebraiche mentre non trovano alcun riscontro - non sappiamo se per carenza di dati archeologici o per deliberata scelta - nelle fonti egizie.
In politica interna, oltre a proseguire nella direzione tracciata dai suoi predecessori, con l'esaltazione, in campo artistico e religioso, della tradizione, Apries favorì anch'egli la comunità greca, fatto questo che provocò scontento e malumore nella casta militare libica che si vedeva sempre più estromessa dalle posizioni di potere.
Il nerbo dell'esercito egizio, sotto i sovrani della XXVI dinastia, era composto, principalmente, da mercenari greci provenienti dalle colonie del Mediterraneo orientale.

Nel 570 a.C. un capo libico, Ardikran, chiese, e ottenne, l'appoggio del sovrano egizio contro la città di Cirene, fondata sulla costa libica circa 60 anni prima da un avventuriero dorico di nome Battos. Non fidandosi ad utilizzare i mercenari greci contro altri greci, Apries inviò un contingente composto da libici ed egizi che venne però sconfitto ed i cui superstiti si ammutinarono. Nel tentativo di risolvere la questione il sovrano inviò presso gli ammutinati Amasis, un generale che si era già distinto nella risoluzione di un ammutinamento delle truppe greche di stanza presso la frontiera nubiana. Le truppe acclamarono allora, come nuovo sovrano, Amasis che accettò l'investitura riuscendo a battere l'esercito messo in campo da Apries e catturando il legittimo sovrano.

Trattato, in un primo tempo, con benevolenza dall'usurpatore il sovrano deposto venne infine giustiziato dopo un ulteriore tentativo di recuperare il trono. Il nuovo sovrano tributò comunque a Apries gli onori funebri facendone seppellire il corpo, nel rispetto del rituale, nel tempio di Neith a Sais.

## Obelischi di Apries
Da Sais proviene il famoso obelisco di granito rosa sito a Roma,  detto Obelisco della Minerva. L'obelisco è alto solo m 5,47 e conserva i geroglifici sui quattro lati, che lo dicono eretto in onore del faraone Apries. Vi è anche un obelisco gemello, l'obelisco di Urbino, ora collocato ad ornamento di una piazza di Urbino. 
Gli obelischi furono spogliati da Sais in epoca imperiale romana per adornare il Tempio di Iside al Campo Marzio, il cui culto era stato importato dall'Egitto e aveva molti seguaci. Ritrovati atterrati e spezzati nel 1600, furono restaurati e collocati ad ornamento delle due piazze.

## Nomi di Apries
| Nome Horo | Sesto Africano | Eusebio di Cesarea | Geremia | Altri nomi |
| Wah-ib    | Uaphris        | Uaphris            | Cofrà   | Apries     |

## Titolatura
| G5 |

| G5 |

| V29 | F34 |

| V29 | F34 |

| V29 | F34 |

| V29 | F34 |

| V29 | F34 |

| V29 | F34 |

| V29 | F34 |

| V29 | F34 |

| G16 |

| G16 |

|  |

| G8 |

| G8 |

| S29 | M13 | N16 · N16 |

| S29 | M13 | N16 · N16 |

| M23 · X1 | L2 · X1 |

| M23 · X1 | L2 · X1 |

| N5 | V28 | D36 · D36 | ib |

| N5 | V28 | D36 · D36 | ib |

| N5 | V28 | D36 · D36 | ib |

| N5 | V28 | D36 · D36 | ib |

| N5 | V28 | D36 · D36 | ib |

| N5 | V28 | D36 · D36 | ib |

| N5 | V28 | D36 · D36 | ib |

| N5 | V28 | D36 · D36 | ib |

| G39 | N5 |

| G39 | N5 |

| N5 | V29 | ib |

| N5 | V29 | ib |

| N5 | V29 | ib |

| N5 | V29 | ib |

| N5 | V29 | ib |

| N5 | V29 | ib |

| N5 | V29 | ib |

| N5 | V29 | ib |